# سان میگل د سرسوئلا
سان میگل د سرسوئلا دهستانی در استان آبیلای اسپانیا است.
در این دهستان ۲۰۰ نفر زندگی می‌کنند. مساحت این دهستان ۳۴٫۹۵ کیلومتر مربع است.